# جايسون جينينغز
جايسون جينينغز (18 أبريل 1979 في الولايات المتحدة - ) (بالإنجليزية: Jason Jennings)‏ هو لاعب كرة سلة أمريكي في مركز الوسط. لعب مع Arkansas Razorbacks ‏.

## وصلات خارجية
- جايسون جينينغز على موقع سبورتس رفرنس (الإنجليزية)
- جايسون جينينغز على موقع كرة السلة الأوروبية.كوم (الإنجليزية)
- جايسون جينينغز على موقع كلية كرة السلة في سبورتس رفرنس.كوم (الإنجليزية)
- جايسون جينينغز على موقع ريلجم (الإنجليزية)
- جايسون جينينغز على موقع بروبوليرز (الإنجليزية)